# Blue Boys FC

Logo des Blue Boys FC bis Anfang 2014

Der Blue Boys FC ist ein 1958 gegründeter Fußballverein aus Swakopmund in Namibia. Er ist im Stadtteil Mondesa zu Hause, spielt jedoch im Stadion in Tamariskia. Neben Fußball wird auch Netball gespielt.
Die Blue Boys spielten lange in der zweithöchsten namibischen Fußballliga und erreichten im Juni 2010 erstmals den Aufstieg in die Namibia Premier League, die sie als Vorletzter in der Saison 2010/11 wieder verließen. In der Saison 2012/2013 gelang der erneute Aufstieg, in der Folgesaison stieg die Mannschaft erneut ab. Als Vizemeister der Zweitligasaison 2023/24 gelang der Aufstieg in die Namibia Premier Football League. In der Saison 2024/35 folgte als Vorletzter der Abstieg.